# Cinqueux
Cinqueux är en kommun i departementet Oise i regionen Hauts-de-France i norra Frankrike. Kommunen ligger i kantonen Liancourt som tillhör arrondissementet Clermont. År 2022 hade Cinqueux 1 638 invånare.

## Befolkningsutveckling
Antalet invånare i kommunen Cinqueux
| Referens: INSEE |